# アンディ・ガルシア 沈黙の行方
『アンディ・ガルシア 沈黙の行方』（アンディ・ガルシア ちんもくのゆくえ、原題：The Unsaid）は、アメリカ合衆国のサスペンス映画作品。2001年7月24日にドイツの映画祭（Fantasy Film Festival premiere）で初公開された。アメリカよりDVDのみ発売されている。トム・マクローリンが監督、アンディ・ガルシアとヴィンセント・カーシーザーが主演を担当する。
日本では劇場未公開。2003年11月28日にユニバーサル・ピクチャーズ・ジャパンよりDVD（UJSD-36502）が発売されている。また、再売版の期間限定生産版と初回限定生産版も存在する。

## あらすじ
アメリカの片田舎の町で、精神科医であり心理学者でもあるマイケル・ハンターは仕事帰りに家族を車で迎える。娘のシェリーはその夜、学校で演劇をするが、シェリーの兄・カイルは、1人になりたい、行きたくないと言って、妹と父を部屋から見送る。カイルはいつもお気に入りの青いハンドボールで遊んでいて、壁に青い跡をつけていた。マイケルと妻は、学校で娘の公演を観劇する。その間に、カイルは睡眠薬を多量摂取した上で、ガレージの中で車の排気ガスを使って自殺を遂げた。
家族はカイルの喪失のために崩壊した。マイケルは家族と別居して酒浸りとなり、臨床診療から退き、学者として本を執筆したり、大学生に向けて講演を行うだけの生活になっていた。彼の元学生であるバーバラ・ワグナーはある講演ののち、マイケルにある少年の症例について協力を求める。父親が母親を殺害した現場を目撃した17歳の少年、トミーについて、マイケルは最初は拒否したが、トミーの様子を見て協力することにした。トミーは、あと数週間で18歳となり、施設を出ることが許可される少年だった。マイケルはトミーの心の内を探るうちに、いつしか喪った息子であるカイルを重ね合わせてしまう。

## キャスト
| 役名                 | 俳優                       | 日本語吹き替え |
| -------------------- | -------------------------- | -------------- |
| マイケル・ハンター   | アンディ・ガルシア         | 牛山茂         |
| トミー・カフィ       | ヴィンセント・カーシーザー | 浪川大輔       |
| シェリー・ハンター   | リンダ・カーデリーニ       | 片岡身江       |
| ジョセフ・カフィ     | サム・ボトムズ             | 巻島康一       |
| バーバラ             | テリ・ポロ                 | 相沢恵子       |
| ハンナ刑事           | オーガスト・シェレンバーグ | 松井範雄       |
| ペニー・ハンター     | チェルシー・フィールド     | 藤生聖子       |
| トロイ・パスタナック | ブレンダン・フレッチャー   | 桐本琢也       |
| ダイアナ・カフィ     | サラ・ディーキンス         | 野沢由香里     |
| 心理学教授           | ラリー・ヘイスラー         | 水野龍司       |
| カイル・ハンター     | トレバー・ブルマス         | 鶴博幸         |
| ジーナ               | デナ・ラング               | 竹村叔子       |
| ブラッド             | デビッド・ミルバーン       | 飯島肇         |
| レイモンド           | アイバン・マクドナルド     | 青木誠         |
| クロエ               | キム・シュレイナー         | 出口佳代       |
| 友人                 | エイミー・マティシオ       | 椿理沙         |
| バーバラの隣人       | ジーン・モンタンティー     | 重松朋         |

## スタッフ
映像制作
- 監督：トム・マクローリン
- 製作：トム・ベリー、マシュー・ヘイスティングス、ケリー・フェルドソット・レイノルズ
- 製作総指揮：アンディ・ガルシア、ケヴィン・デウォルト、アル・マンティーヌ
- 原案：クリストファー・マーフィー
- 脚本：ミゲル・テハダ＝フロレス、スコット・ウィリアムズ（英語版）
- 撮影：ロイド・エイハーン二世
- 編集：チャールズ・ブロンスタイン
- 音楽：ドン・デイヴィス
- キャスティング：コリーン・メイヤズ
- 美術・プロダクションデザイン：グレゴリー・ボルトン
- アートディレクション：ヒュー・シャンクランド
- セット制作：ウィリアム・ケンパー・ライト
- 衣装デザイン：ミシェル・マティーニ、ジョディ・リン・ティレン

日本語音声制作
- 演出：佐藤敏夫
- 翻訳：前田美由紀
- 制作：ACクリエイト